# 长安伏妖
《长安伏妖》（英語：Kill the Monster）是2021年1月8日在中国大陆上映的玄幻片，导演李力持和王凯，主演保剑锋、李成敏。

## 剧情
《长安伏妖》讲述了长安七骑在长安城捉拿妖魔、拯救黎民百姓的故事。

## 演出

### 主演
- 保剑锋 出演 李长安。
- 李成敏 出演 公孙玉。

### 配角
- 吴孟达 出演 马三。
- 贾冰 出演 王诸葛。
- 迟帅 出演 杜无缺。
- 孙耀威 出演 俊臣。
- 徐冬冬 出演 雷艳。
- 安琥 出演 延东。
- 张磊 出演 契勒。
- 钟夫翔 出演 费龙。
- 罗家英
- 李子雄

## 制作
李力持（《喜剧之王》、《少林足球》、《食神》、《大内密探零零发》）出任该片导演，吴孟达、罗家英、李子雄、孙耀威等香港演员受邀加盟。

## 上映
2020年11月5日，片方宣布该片在12月31日上映。12月15日，片方公布定档海报，正式宣布该片在2021年1月8日上映。
豆瓣评分4.2分。

## 外部连接
- 豆瓣电影上《长安伏妖》的資料 （简体中文）